# Gökçesaray, Gazipaşa
Gökçesaray là một xã thuộc huyện Gazipaşa, tỉnh Antalya, Thổ Nhĩ Kỳ. Dân số thời điểm năm 2011 là 133 người.